# Stipe Žunić
Stipe Žunić (Zadar, 13. prosinca 1990.) je hrvatski atletičar koji se natječe u bacanju kugle. Višestruki je hrvatski rekorder u bacanju kugle na otvorenom i u dvorani te je prvi Hrvat koji je bacio kuglu preko 21m (2015.).

## Karijera
Prije nego što se počeo baviti atletikom 2008. godine uspješno se bavio kickboxingom. Bio je svjetski juniorski prvak u kategoriji +89 kilograma. Pobijedio je u 65 od 70 borbi.
Do 2013. godine natjecao u dvije atletske bacačke discipline: bacanju koplja (u kojem je bio juniorski državni rekorder) i kugle, a od 2013. specijalizirao se za bacanje kugle.
Prvi put 20m na otvorenom prebacio je 2014. U veljači sljedeće godine postao je tek drugi hrvatski atletičar koji je u dvorani prebacio 20 m te je odmah dva puta srušio državni dvoranski rekord Nedžada Mulabegovića; bilo je to u Blackburgu u Virginiji. U sljedećih mjesec dana popravljao je državni dvoranski rekord još dva puta.
Osobni rekord na otvorenom mu je 20,70 m ostvaren u srpnju 2016. godine na probnom natjecanju u Splitu u sklopu priprema za Europsko prvenstvo u Amsterdamu. Prethodni najbolji rezultat od 20,68 m postavio je na Europskom prvenstvu Zürichu 2014. godine kada je osvojio četvrto mjesto.
Na dvoranskom mitingu u američkom Fayettevilleu 14. ožujka 2015. Žunić je ostvario rezultat od 21,11 m. To je bio novi hrvatski dvoranski i apsolutni rekord. Tim rezultatom je postao prvi hrvatski bacač kugle koji je prebacio 21 metar.
Na Olimpijskim igrama u Rio de Janeiru u kvalifikacijama je bacio kuglu na 20,52 m, te ostvario ukupno osmo mjesto. U finalu je nastup završio nakon tri serije jer nije uspio ući u osam najboljih. Nastup je završio na 11. mjestu bacivši kuglu na 20,04 m. Studirao je Društvene znanosti i Sociologiju na Sveučilištu u Floridi u Gainesvilleu.
Na Uskršnjem mitingu u Splitu 8.4.2017. u šest serija triput je na Parku mladeži bacio kuglu preko 21 metra, a najdalje 21,45 metara i tako postao prvi Hrvat koji je bacio kuglu na otvorenome preko 21 metra.
Na IAAF World Indoor Tour mitingu u Düsseldorfu u veljači 2018. bacio je kuglu do novog hrvatskog dvoranskog rekorda 21,13 m osvojivši pritom drugo mjesto.
Osvojio je brončanu medalju u bacanju kugle na Svjetskom atletskom prvenstvu u Londonu 2017.

## Postignuća na velikim natjecanjima
| Godina | Natjecanje                                 | Mjesto                   | Rezultat | Disciplina            | Daljina |
| ------ | ------------------------------------------ | ------------------------ | -------- | --------------------- | ------- |
| 2007.  | Svjetsko juniorsko prvenstvo u atletici    | Ostrava, Češka           | 29.      | bacanje kugle (5kg)   | 17,12 m |
| 2007.  | Svjetsko juniorsko prvenstvo u atletici    | Ostrava, Češka           | 7.       | bacanje koplja (700g) | 70,25 m |
| 2007.  | Europski olimpijski festival mladih        | Beograd, Srbija          | 3.       | bacanje koplja (700g) | 70,98 m |
| 2008.  | Svjetsko juniorsko prvenstvo u atletici    | Bydgoszcz, Poljska       | 18.      | bacanje koplja        | 62,44 m |
| 2011   | Europsko prvenstvo u atletici do 23 godine | Ostrava, Češka           | 11.      | bacanje koplja        | 69,53 m |
| 2014.  | Europsko prvenstvo u atletici              | Zürich, Švicarska        | 4.       | bacanje kugle         | 20,68 m |
| 2015.  | Europsko dvoransko prvenstvo u atletici    | Prag, Češka              | 7.       | bacanje kugle         | 20,28 m |
| 2016.  | Europsko prvenstvo u atletici              | Amsterdam, Nizozemska    | 8.       | bacanje kugle         | 19,95 m |
| 2016.  | Olimpijske igre                            | Rio de Janeiro, Brazil   | 11.      | bacanje kugle         | 20,04 m |
| 2017.  | Svjetsko prvenstvo u atletici              | London, Velika Britanija | 3.       | bacanje kugle         | 21,46 m |

## Osobni rekordi
otvorenom
- bacanje kugle – 21,48 (Split 2016.)
- bacanje diska – 58,31 (Bar 2014.)
- bacanje koplja – 77,89 (Austin 2012.)

dvorana
- bacanje kugle – 21,11 (Fayetteville 2015.) hrvatski rekord

## Vanjske poveznice
- IAAF profil